# Il fu Mattia Pascal (film 1937)
Il fu Mattia Pascal è un film del 1937 diretto da Pierre Chenal.
È ispirato all'omonimo romanzo di Luigi Pirandello.
Girato in bianco e nero, a Roma nella celebre Villa York e in altre località del Lazio, aveva come titolo originale L'homme de nulle part (per il mercato USA, Feu Mathias Pascal).
Lo stesso regista girò nel medesimo anno un film dal medesimo titolo per il mercato italiano.

## Trama

Pirandello sul set del film con Pierre Blanchar e Isa Miranda

Mattia Pascal è un uomo di un paesino che conduce un'esistenza piatta svolgendo il lavoro di bibliotecario e assistendo la moglie Romilda, figlia della vedova Pescatore che odia profondamente.
La famiglia è legata al signor Malagna, l'usuraio della famiglia Pascal che si occupava dei beni immobili. Una sera Pascal non ritorna a casa e parte col primo treno per Montecarlo per vincere un po' di soldi alla roulette. Ci riesce guadagnando una grossa somma e, dopo più di una settimana di assenza decide di ritornare, ma comprando un giornale ad un'edicola ferroviaria scopre che un certo "Mattia Pascal" è morto affogato nella sua riserva proprio nel paese dove egli risiede. Mattia dapprima è allibito, ma poi ne approfitta per cambiare vita, e ribattezzatosi come "Adriano Meis", comincia a vagare con la sua somma per il mondo intraprendendo numerosissimi viaggi.
Presto la solitudine comincia a farsi sentire e Adriano (ovvero Mattia) decide di fermarsi per un poco in una pensione sul lungotevere a Roma, dove fa amicizia con il signor Paleari, il capofamiglia, la consorte signora Paleari e la loro figlia Adriana. Qui dopo molto tempo il protagonista ha una profonda rivelazione sulla sua esistenza e, dopo aver vissuto tante avventure nella famiglia, aver assistito a sedute spiritiche gestite dal Paleari e aver sistemato alcune faccende con Papiano, il cugino che rubava i soldi alla famiglia per saldare i suoi debiti, è insicuro se tornare veramente se stesso, anche perché si accorge di amare Adriana e che lei lo ama a sua volta benché sia molto timida. Un giorno andando da una nobile signora con tutta la famiglia, Adriano litiga con un servo e corre a denunciarlo, quando si avvede che non potrà fare nulla perché non possiede veri documenti in quanto anche la sua esistenza è fasulla. Così riusa il suo vero nome: Mattia Pascal ovvero "Il fu Mattia Pascal", progetta un finto suicidio e scappa da Roma per tornare nel suo paesello. Qui si scontrerà con la consorte, ora sposata con Pomino, suo vecchio amico, da cui ha avuto una figlia e la vedova Pescatore, ancora in vita e ancora più furiosa di quanto non lo fosse prima.
Alla fine della storia Mattia torna nella sua casa di famiglia, lasciano la sua ex moglie e sua suocera, godendosi il resto della sua vita, portando ogni tanto dei fiori al defunto "Mattia Pascal" affogato.

## Produzione della versione italiana
Il film fu prodotto dalla Ala Film e dalla Colosseum Film che curò anche la distribuzione nelle sale. 
Girato nell'autunno del '36. In procinto di abbandonare il set per contrasti con la regia di Chenal, gli attori  chiesero consiglio a Luigi Pirandello, che diresse, magistralmente, Isa Miranda lanciandola, così, a livello di fama mondiale. In sostanza, Pirandello, che dette un contributo decisivo anche in tema di sceneggiatura, ha riscritto il suo romanzo: su orizzonte narrativo aperto ora, per i protagonisti amanti, alla speranza.

## Distribuzione
In Francia la pellicola fu distribuita dal 19 febbraio 1937.
In Italia la pellicola fu distribuita dall'8 aprile 1937.